# Șoimuș
Șoimuș (in ungherese Marossolymos, in tedesco Falkendorf) è un comune della Romania di 3 334 abitanti, ubicato nel distretto di Hunedoara, nella regione storica della Transilvania.
Il comune è formato dall'unione di 9 villaggi: Bălata, Bejan, Bejan-Târnăvița, Boholt, Căinelu de Jos, Chișcădaga, Fornădia, Păuliș, Sulighete.